# 高橋香波
 高橋 香波 （たかはし かなみ、1992年5月30日 - ）は、日本のモデル、YouTuber。元女優。元レプロエンタテインメント（ネクストスター）所属。のち、アドヴァンスプロダクション、UUUMを経て独立 。東京都稲城市出身。亜細亜大学卒業。身長160cm。特技はクラシック・バレエ。

## 出演

### テレビ番組
- ジュニアでGO!（2003年、エンタ!371）
- ジェイチェキ（2004年、エンタ!371）
- ほんとにあった怖い話（2004年 - 2009年、フジテレビ） - ほん怖クラブメンバー
- 人間の証明（2004年、フジテレビ） - 郡恭子（松坂慶子）の少女時代 役
- 女王の教室（2005年、日本テレビ） - 田端美知子 役
- 野ブタ。をプロデュース 第2話（2005年10月22日、日本テレビ）
- たったひとつの恋 最終話（2006年12月16日、日本テレビ）
- 演歌の女王 第3話（2007年1月27日、日本テレビ）
- ウチくる!?（2009年1月18日、フジテレビ）
- 夢情報〜夢野家の人々（2010年 - 2012年、テレビ朝日） - かなみ 役
- 女はそれを許さない 第2話（2014年、TBS）
- トカゲの女 警視庁特殊犯罪バイク班（2014年11月26日、テレビ東京）

### 映画
- 嫌われ松子の一生（2006年、東宝）

### 舞台
- コミック・ミュージカル XYX（2008年8月28日 - 31日、恵比寿・エコー劇場） - ゆかり役[1]

### CM
- すごメロボ（2004年、MTI）
- マリオパーティ5（2003年、任天堂）
- 人生ゲームキャンディ（2005年、タカラ）
- バーモントカレー（2006年、ハウス食品）
- デジタル・キャンペーン（2006年、NHK）
- Amirin（2006年 - 2008年、バンダイ）